# بروس آيفنز
بروس إدواردز آيفنز (بالإنجليزية: Bruce Edwards Ivins)‏، اللفظ الإنكليزي: ‎/ˈaɪvɪnz/‏، (لبنان، أوهايو 1946 – فريدريك، ماريلاند، 2008) عالم أمريكي متهم بهجمات رسائل الجمرة الخبيثة القاتلة التي أثارت الرعب في الولايات المتحدة بعد أحداث سبتمبر 2001، كان من كبار الباحثين في مجال الاسلحة البيولوجية وأن وزارة العدل الأمريكية كانت تحضر لتوجيه اتهامات ضده على خلفية هجمات رسائل الانتراكس.
وقد توفي في ظروف غامضة.